# Матюх Наталія Дмитрівна
Наталія Дмитрівна Матюх (народилася 7 вересня 1953 в селі Пальчики Бахмацького району Чернігівської області) — українська поетеса і майстриня вишивки. Член НСПУ з 1982.

## Життєпис
Закінчила факультет журналістики Київського державного університету ім. Т. Шевченка.
Працювала в газетах та журналах, викладала на кафедрі журналістики Харківського національного університету ім. В. Каразіна.

## Творчість
Писати вірші почала в п'ять років. Перша публікація відбулася в десятирічному віці (Бахмацька районна газета «Радянське село»).
Авторка близько 30 книг (публіцистика, лірика, вірші для дітей). Твори перекладалися російською, білоруською, молдовською, польською мовами. Деякі покладені на музику.
Автор збірок: «Я вмію так любить», «Листи», «Літо в лютому» (2000), «Терези» (2007) та понад 20 книг публіцистики і віршів для дітей.
Пише українською та російською мовами.
Майстер декоративно-ужиткового мистецтва України (вишивка мережки). Лауреат премії ім. О. Олеся та ім. Г. Сковороди.

## Відзнаки
Лауреат міжнародної літературно-мистецької премії імені Григорія Сковороди (за збірку поезій «Літо в лютому», 2000)
Лауреат всеукраїнської літературно-мистецької і краєзнавчої премії імені Петра Василенка (за збірку поезій «Терези», 2007).